# Paul Preston

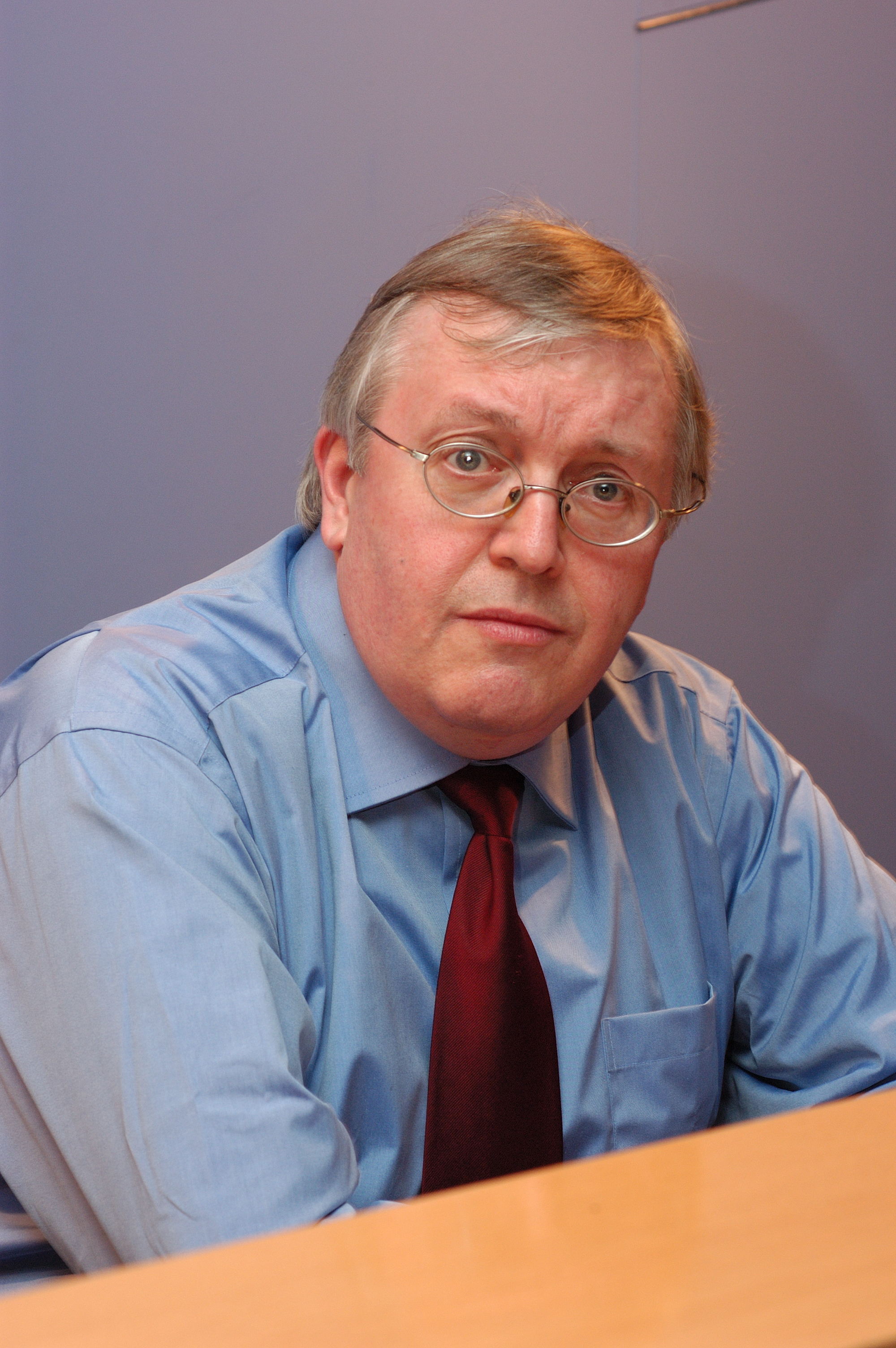
Paul Preston, 2004

Sir Paul Preston CBE (* 21. Juli 1946 in Liverpool) ist ein britischer Historiker, der vor allem für seine Publikationen zur spanischen Geschichte des 20. Jahrhunderts bekannt ist.

## Leben
Paul Preston studierte am Oriel College in Oxford und an der University of Reading. Nach seiner Promotion lehrte er als Lecturer in Reading, danach am Queen Mary College in London. 1991 wurde er als Professor für Internationale Geschichte an die London School of Economics berufen.
Preston veröffentlichte in englischer, spanischer und katalanischer Sprache zahlreiche Arbeiten zur spanischen Geschichte, insbesondere zum Spanischen Bürgerkrieg. Seine Biografien des spanischen Diktators Francisco Franco, des Königs Juan Carlos I. und des Kommunistenführers Santiago Carrillo erzielten hohe Auflagen.

## Ehrungen und Auszeichnungen
- 1994 Mitglied (Fellow) der British Academy[1]
- 2000 Commander des Order of the British Empire
- 2005 Premio Internacional Ramon Llull[2]
- 2006 Großkreuz des Orden de Isabel la Católica
- 2013 Ehrenpreis der Lluís Carulla Stiftung[3]
- 2018 Knight Bachelor[4]

## Werke
- Architects of Terror: Paranoia, Conspiracy and Anti-Semitism in Franco’s Spain, William Collins, London 2023, ISBN 978-0-00-852211-7
- The last Stalinist. The life of Santiago Carrillo, William Collins, London 2014, ISBN 978-0-00-755840-7.
- The Spanish Holocaust: Inquisition and Extermination in Twentieth-Century Spain. London, 2012, HarperCollins. ISBN 978-0-00-255634-7.
- We Saw Spain Die: Foreign Correspondents in the Spanish Civil War. London, 2008. Constable and Robinson. ISBN 978-1-84529-946-0.
- The Spanish Civil War: Reaction, Revolution and Revenge. London, 2006, Harper Perennial. ISBN 978-0-00-723207-9.
- Juan Carlos: A People’s King. London, 2004, HarperCollins. ISBN 978-0-00-255632-3.
- Doves of War: Four Women of Spain. London, 2002, Harper Collins. ISBN 978-0-00-255633-0.
- Revolution and War in Spain, 1931-1939. Routledge, 2001. ISBN 978-0-415-09894-6.
- Comrades! Portraits from the Spanish Civil War. London, 1999, HarperCollins. ISBN 0-00-255635-9.
- (Hrsg. mit Sebastian Balfour): Spain and the Great Powers in the Twentieth Century. Routledge, London/New York 1999. ISBN 978-0-415-18078-8.
- (Hrsg. mit Ann Mackenzie): The Republic besieged. Civil War in Spain 1936–1939. Edinburgh University Press, Edinburgh 1996. ISBN 978-0-7486-0868-3.
- Franco: A biography. London, 1995, Fontana Press. ISBN 978-0-00-686210-9.
- Spanien: Der Kampf um die Demokratie, Daedalus Verlag, Rheda-Wiedenbrück, 1987, ISBN 3-89126-023-7. Originalausgabe: The Triumph of Democracy in Spain. Methuen, London/New York, 1986. ISBN 978-0-416-36350-0.
- The Coming of the Spanish Civil War: Reform, Reaction and Revolution in the Second Republic 1931-1936. London, 1978, Macmillan.
- Spain in Crisis: Evolution and Decline of the Franco Regime. London, 1976, Branch Line.